# Allsvenskan de 2012
Allsvenskan 2012 foi a 88º edição da Primeira Divisão do Campeonato Sueco de Futebol - disputada na temporada de 2012, entre 31 de março e 4 de novembro.
Os novos participantes – promovidos da Superettan - foram o GIF Sundsvall e o Åtvidabergs FF.

O campeão desta temporada foi o IF Elfsborg que conquistou o seu 6º título nacional e se classificou para a Liga dos Campeões da UEFA.

Os despromovidos à Superettan no fim desta época foram o GAIS, o Örebro SK e o GIF Sundsvall.

## Campeão
| Allsvenskan 2012                |
| Sweden                          |
| ------------------------------- |
| IF Elfsborg Campeão (6º título) |

## Participantes
1. IF Elfsborg
2. BK Häcken
3. Malmö FF
4. AIK Fotboll
5. IFK Norrköping
6. Helsingborgs IF
7. IFK Göteborg
8. Åtvidabergs FF
9. Djurgårdens IF
10. Kalmar FF
11. Gefle IF
12. Mjällby AIF
13. Syrianska FC
14. GIF Sundsvall
15. Örebro SK
16. Gais

## Melhores marcadores
| Classificação | Jogador                    | Clube          | Golos |
| ------------- | -------------------------- | -------------- | ----- |
| 1             | Abdul Majeed Waris         | BK Häcken      | 23    |
| 2             | Gunnar Heidar Thorvaldsson | IFK Norrköping | 17    |
| 3             | Viktor Prodell             | Åtvidabergs FF | 15    |
| 4             | Abiola Dauda               | Kalmar FF      | 14    |
| 5             | Pär Ericsson               | Mjällby AIF    | 13    |